# Mesothuria deani
Mesothuria deani is een zeekomkommer uit de familie Mesothuriidae.
De wetenschappelijke naam van de soort werd in 1912 gepubliceerd door K. Mitsukuri.

## Synoniemen
- Mesothuria hokutenica Imaoka, 1990